# Меріон Лемб
Меріон Лемб (англ. Marion Julia Lamb; 29 липня 1939, Олдборо, Саффолк, Велика Британія — ) — британська дослідниця біології.

## Біографія
Донька Кирила та Шарлоти Лемб. Батько тримав газетний магазин, мати була домогосподаркою.
У 1961 році отримала ступінь почесного бакалавра першого класу в Університетському коледжі Лондона. 1965 року захистила дисертацію на ступінь доктора філософії (Ph.D.) з біології.
У 1964—1966 роках працювала дослідницею у радіобіологічному центрі Ради медичних досліджень Великої Британії у Гарвеллі. З 1966 року та до виходу на пенсію в 1994 році викладала в Бірбекському коледжі Університету Лондона.
За політичними поглядами — ліберальна демократка.

## Наукова діяльність
З 1980-х років співробітничає з ізраїльською дослідницею Євою Яблонкою щодо розуміння ролі епігенетики в еволюції.
Лемб описує свої дослідження так:
|  | Я вирішила пійти на пенсію рано з академічного життя, щоб було більше часу думати та писати. Разом з Євою Яблонкою я написала напівпопулярну книжку «Еволюція у чотирьох вимірах: генетична, епігенетична, поведінкова та символічна мінливість в історії життя», щоб спробувати переконати людей, особливо молодих біологів, що еволюційну біологію не можна звести до «егоїстичних генів». Оригінальний текст (англ.) [I decided to retire early from academic life in order to spend more time thinking and writing. With Eva Jablonka I wrote Evolution in Four Dimensions: Genetic, Epigenetic, Behavioral, and Symbolic Variation in the History of Life, a semi-popular book, to try to convince people, especially young biologists, that evolutionary biology cannot be reduced to "selfish genes".] Помилка: {{Lang}}: не вказано код мови (допомога) |

## Наукові публікації

### Книжки
- Біологія старіння англ. Biology of Ageing, Wiley (New York, NY), 1977.
- Епігенетична спадковість та еволюція: ламаркістський вимір англ. Epigenetic Inheritance and Evolution: The Lamarckian Dimension, Oxford University Press (New York, NY), 1995. (Разом з Євою Яблонкою)
- Еволюція у чотирьох вимірах: генетична, епігенетична, поведінкова та символічна мінливість в історії життя англ. Evolution in Four Dimensions: Genetic, Epigenetic, Behavioral, and Symbolic Variation in the History of Life, ілюстрована Анною Зеліговскі, MIT Press (Cambridge, MA), 2005. (Разом з Євою Яблонкою)